# Zastava 101
La Zastava 101 est une voiture produite par le constructeur serbe (anciennement yougoslave) Zastava depuis le 15 octobre 1971 jusqu'à la fin d'année 2008.
Ce modèle est étroitement dérivé de la Fiat 128 lancée en mai 1969, en remplacement de l'ancienne Fiat 1100 (deux modèles fabriqués sous licence par Zastava Auto).
Le modèle Z.101 fut la première voiture du constructeur serbe à ne pas être la réplique identique d'un modèle original italien. Ce sera, comme son homologue et modèle de référence Z 128, une traction.
La Fiat 128 a été considérée, depuis son lancement en 1969, comme une voiture d'avant-garde, à cette époque, la traction avant avec moteur transversal était relativement peu répandue. La Z 101 bénéficia de toute l'expérience de Fiat en ce domaine mais également d'une suspension à 4 roues entièrement indépendantes, un moteur avec arbre à cames en tête et une courroie dentée synthétique et non plus une chaîne. 
De plus Zastava voulut ajouter un côté fonctionnel à ce modèle pour lui assurer un maximum de réussite et satisfaire les besoins exprimés par les automobilistes yougoslaves, à savoir pouvoir transporter des objets encombrants, ce que ne permettait pas un coffre traditionnel comme celui de la Fiat 128. L'ingénieur Dante Giacosa rappelle dans des mémoires que la version à 5 portes était à l'origine une des carrosseries prévues pour l'Italie mais qu'elle avait été rejetée au bout du compte par Fiat qui avait préféré s'en tenir à la plus classique 4 portes (ce n'est pas la première fois qu'une filiale de Fiat bénéficie d'une carrosserie finalement non commercialisée par la maison mère : cela avait été le cas de la Simca 1000, qui était une des études développées pour devenir la Fiat 850).
L'intérieur très fonctionnel dispose d'une finition simple et d'un habitacle immense ; grâce à la disposition transversale du moteur, plus de 80 % du volume est dévolu aux passagers.

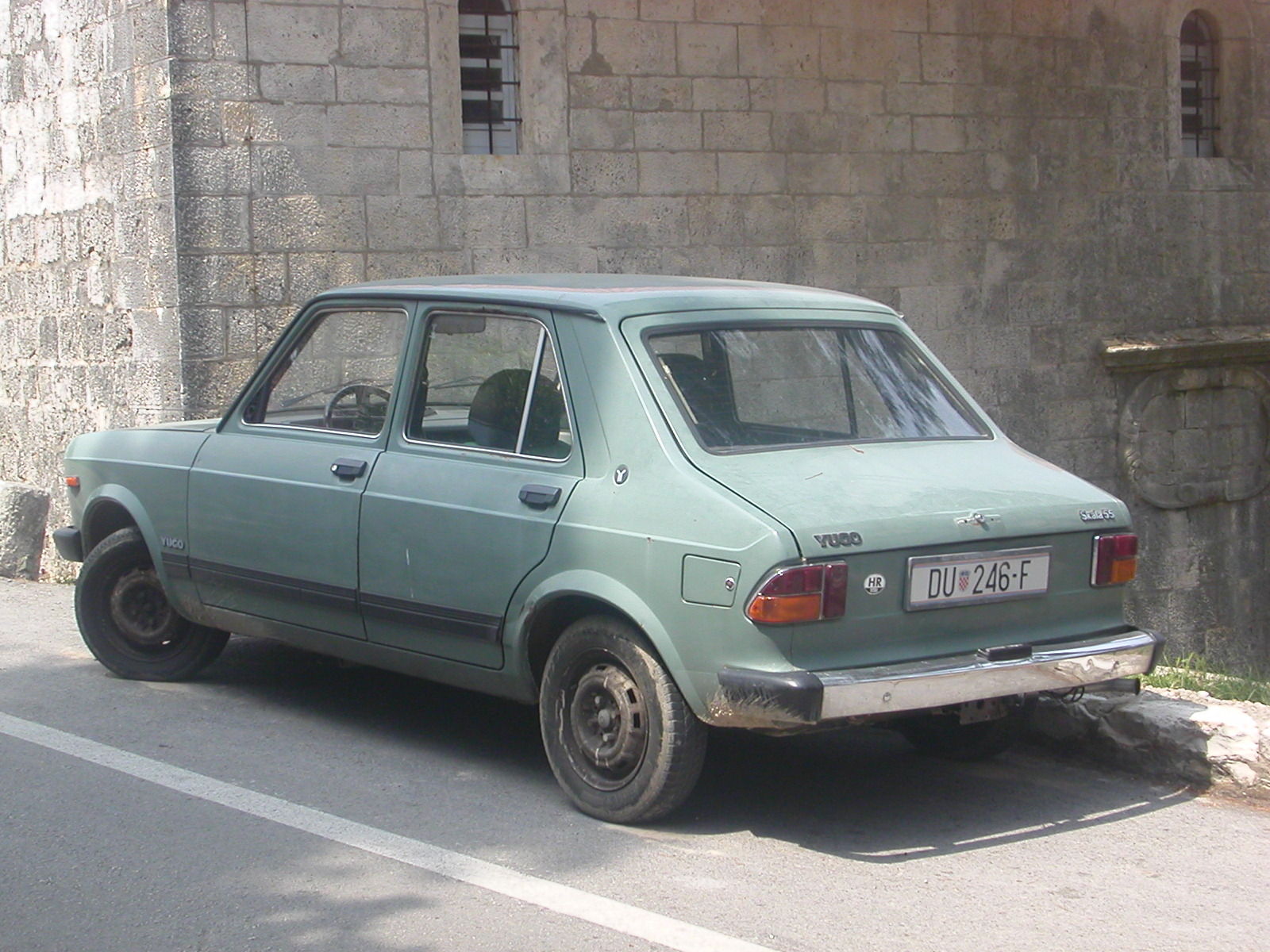
Yugo 101 2e série 5 portes

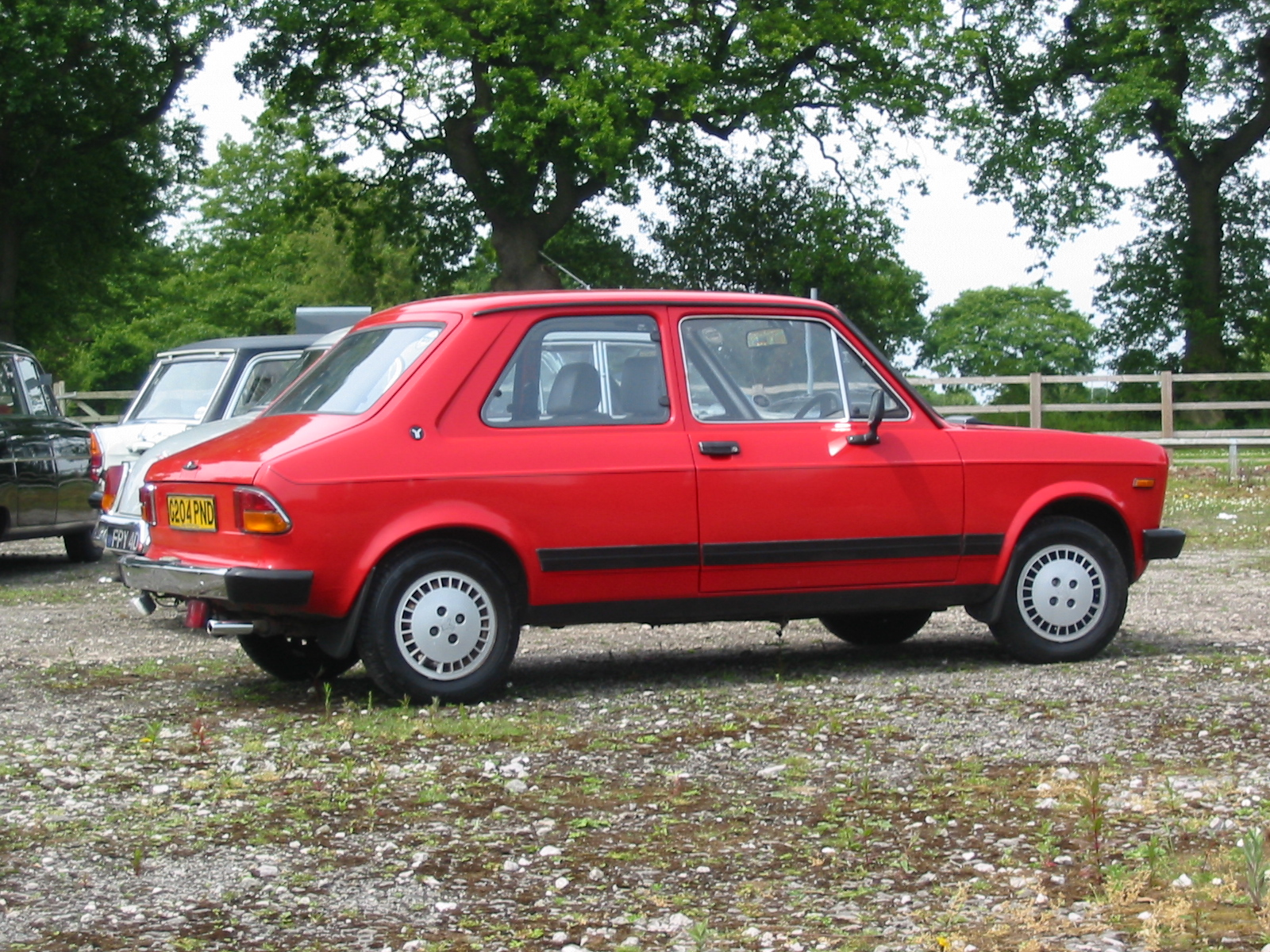
Z.101 3 portes 3e série

Lors de sa présentation, la Z.101 était disponible en 3 et 5 portes, équipée de deux motorisations toutes nouvelles : moteurs Fiat 4 cylindres de 1 116 cm³ développant 55 ch DIN et de 1 290 cm³ avec un arbre à cames en tête et courroie crantée. Une révolution dans un pays non aligné dont les voitures recevaient encore des moteurs des années 1950.
Sa ligne plutôt carrée, comme le voulait la mode des années 1970, était largement inspirée de ses aînées, les Fiat 124 et Fiat 125. 
La Z.101 obtient immédiatement un avis très positif des critiques professionnels mais aussi des automobilistes et sera désignée Voiture Yougoslave de l'année 1972. 
En fêtant le millionième exemplaire fabriqué le 15 décembre 1975, Zastava présente la deuxième série qui bénéficie d'un premier restylage avec la modification de la calandre, les pare-chocs plus volumineux reçoivent une bande de caoutchouc, etc. Ces modifications concernent à la fois la Z.128 et la Z.101 avec les MY 1976. Elles bénéficient également d'un niveau de finition supérieur. 

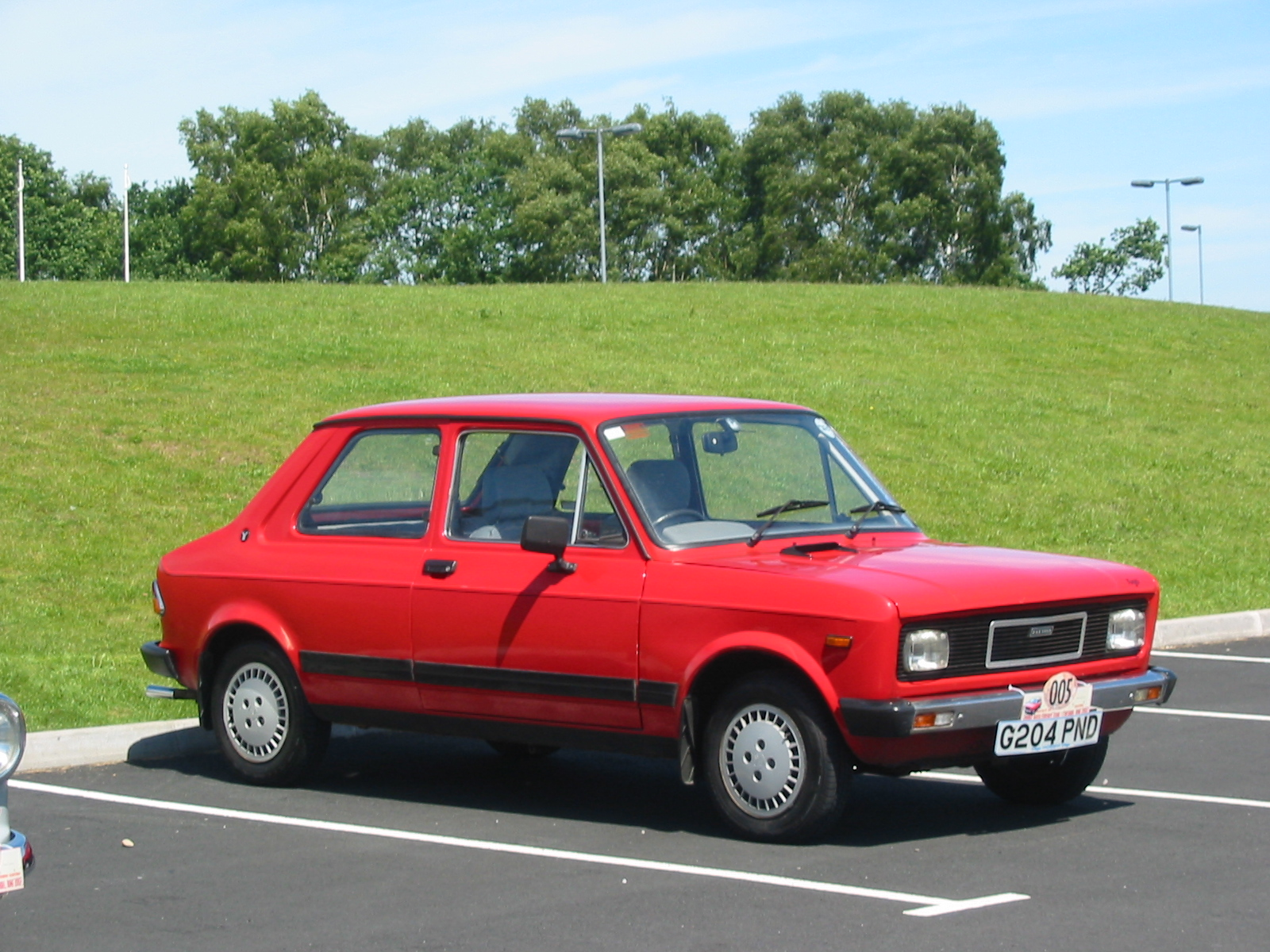
Z 101 3 portes 3e série

Le second restylage intervint en 1980 date à laquelle la troisième version est présentée. La ligne générale reste la même mais elle reçoit une nouvelle face avant - une calandre avec des joncs chromés - et des pare-chocs en matériau synthétique qui modernisent l'ensemble. La finition intérieure s'est notablement enrichie, le skaï des sièges est remplacé par un velours épais. 
En 1978, la production de toute la gamme Fiat 128 (Berline, Coupé 3p et Panorama) s'arrête en Italie mais elle continue à l'étranger : la berline à 4 portes continuera en Argentine jusqu'en 1990 et la Zastava Z.128 est fabriquée en ex Yougoslavie jusqu'en 2008.

## La Z.101 dans le monde
La Zastava 101 sera largement exportée dans de nombreux pays.
- France : C'est réseau André Chardonnet qui la fera connaître et apprécier des automobilistes hexagonaux, mais elle devra être renommée Zastava 1100, Peugeot s'étant réservé l'usage des nombres à 3 chiffres avec un zéro central pour les automobiles.

À ce jour - 2008 - plus de 1 500 000 Z.101 et Z.128 ont été produites dont une partie exportée dans les pays de l'Est jusqu'en 2000. La fabrication a repris après le bombardement de l'usine de Kragujevac où elle est encore construite en petite série et en partie exportée en CKD vers El Nasr en Égypte.
- Égypte : la société El Nasr, associé local du groupe Fiat, a assemblé entre 1970 et 1980 des Fiat 128 italiennes et, depuis 1989 des Z.101 et Z.128 en CKD à la cadence de 5 000 exemplaires par an.

- Pologne : le constructeur Polski Fiat, également dépendant du groupe Fiat, a assemblé 58 541 exemplaires de la Zastava 1100 livrés en CKD pour un assemblage local entre 1973 et 1983, en échange de la Fiat 125P à assembler par Zastava.